# 内田喜郎
内田 喜郎（うちだ よしろう、1953年12月14日 - ）は、日本の俳優、歌手。本名、同じ。
愛知県豊橋市小池町出身。芹川事務所所属。血液型O型。身長172cm、体重60kg。

## 来歴・人物
日本大学豊山高等学校中退。
10歳の時から子役としてテレビや映画に出演。のちに大映専属となるも、1971年に大映が倒産する。そのため、ジャニーズ事務所に移籍し、テレビに活躍の重点を置くようになる。更に1971年5月5日には、日本ビクターより『ミスター・ロビンソン』で歌手デビューもした（1975年からはフィリップス・レコードに移籍）。
現在はシャンソン歌手として数々のライブに出演しており、喫茶店の経営歴も持つ。
日本舞踊（岩井流）、洋舞、乗馬などの趣味・特技をもつ。
所属事務所経歴
東宝芸能学校→劇団ひまわり→大映→ジャニーズ事務所→ユタカプロダクション→サム・エンターテイメントシステム→P-BOX→芹川事務所

## 主な出演作品

### テレビドラマ
- 貰いッ子 （1964年7月5日、テレビ朝日） デビュー作
- 名探偵明智小五郎シリーズ 怪人四十面相（1966年4月3日 - 6月26日、日本テレビ・宣弘社プロ） - 少年探偵団メンバー役
- 快獣ブースカ 第39話「百トン旋風ワッショイ!」（1967年8月2日、日本テレビ・円谷プロ作品） - メチャ太郎の配下役
- 風の中を行く （1969年、日本テレビ）- 千田良一
- おくさまは18歳 （1970年 - 1971年、TBS）芦野史郎
- 美人はいかが?（1971年10月24日 - 1972年4月16日、TBS）- 十文字南
- 新・平家物語 （1972年、NHK・大河ドラマ）平太（平清盛の青年時代）役
- お祭り銀次捕物帳 （1972年5月6日〜8月26日、フジテレビ・東映）小次郎役
- 新諸国物語 笛吹童子 （1972年12月3日 - 1973年6月3日、TBS）萩丸役
- ママはライバル （1972年、TBS）
- ラブラブライバル （1973年 - 1974年、TBS）南太郎
- まごころ （1973年、大映テレビ・TBS）
- 木下恵介アワー「バラ色の人生」 （1974年3月21日 - 6月13日、木下恵介プロダクション・TBS）竹男役
- 太陽にほえろ! 第102話「愛が終った朝」（1974年、東宝 / NTV） - 吉行昭役
- 白い牙　第14話「青春挽歌」（1974年7月6日、日本テレビ）
- 事件狩り　第10話「うそ」（1974年7月24日、TBS）
- 家なき子 （1974年 - 1975年、TBS）
- 赤ひげ （NHK）
- 特捜最前線（東映・ANB）
  - 第82話「望郷殺人カルテット!」（1978年）
  - 第91話「ジングルベルと銃声の街!」（1978年）
- 大江戸捜査網（12ch・三船プロ）
  - 第340話「遊女が秘めた一筋の涙」（1978年） 和助役
  - 第587話「八百屋お七 魔性の肌が燃える」（1983年） 大黒屋仁助役
  - 第641話「激闘!御成敗書が闇に舞う」（1984年） - 宅次役　※並木版
  - 第653話「花と嵐と鉄拳一家」（1984年6月30日） - 清太郎役
- 桃太郎侍（日本テレビ）
  - 第94話「早替りお化け屋敷」（1978年）
  - 第196話「大江戸ラブ・ストーリー」（1980年）
  - 第224話「邪剣に勝った瓦版」（1981年）
  - 第256話「人生、グチあり笑いあり」（1981年）
- 犬笛 －娘よ、生命の笛を吹け－ （1978年、大映映像・日本テレビ）
- コメットさん 第29話「虫歯の痛いクリスマス」（1978年、国際放映・TBS） - 三太
- 遠山の金さん 第2シリーズ 第24話「死を商う男」（1979年、ANB / 東映） - 直吉
- 水戸黄門シリーズ（TBS・C.A.L）
  - 第10部 第8話「関所の沙汰は銭次第 -新居-」（1979年10月1日） - 与吉
  - 第13部 第18話「網にかかった悪い雑魚・石州浜田」（1983年2月14日） 喜次郎役
  - 第14部
    - 第4話「わがまま姑の嫁いびり・白石」（1983年11月21日） 松太郎役
    - 第37話「野望を断った天下の名刀・高松」（1984年7月9日）千吉役

  - 第15部
    - 第13話「娘が救った酔いどれ大工 -山口-」（1985年4月22日） 民三役
    - 第36話「代官にされたドジな掏摸 -岡部-」（1985年9月30日） 清吉役

  - 第16部
    - 第3話「関所に巣喰う鬼退治・箱根」（1986年5月12日） - 友次郎役
    - 第35話「赤べこが結ぶ夫婦の絆・会津」（1986年12月22日） - 久吉役

  - 第17部 第19話「悪を懲らした石見神楽・浜田」（1988年1月4日） - 乙次役
  - 第18部 第23話「夢芝居!? 八兵衛の若旦那・京」（1989年2月20日） - 利助役
- 西遊記II　第22話「妖気の山・お転婆姫の恋」（1980年4月6日、日本テレビ）
- 必殺シリーズ（朝日放送）
  - 必殺仕事人　第58話「暴れ技 田楽垂直刺し」（1980年7月4日） - 金坂東馬 役
  - 新・必殺仕事人　第23話「主水かくれて夜勤する」（1981年10月23日） - 花蝶（藤之助）役
  - 必殺渡し人　第4話「花火の夜に渡します」（1983年7月29日）） - 清七 役
  - 必殺仕事人V・風雲竜虎編　第11話「大江戸F.F.騒動!」（1987年6月5日） - 山村時之丞役
- 斬り捨て御免! 第1シリーズ 第16話「狼の仮面を斬れ」（1980年7月16日、12ch） - 川路兵馬役
- 旅がらす事件帖 第20話「激突!恐怖の阿修羅太鼓」（1981年2月17日、関西テレビ） - 新吉役
- 長七郎天下ご免! 第88話「訴状が舞った黒潮しぶき」（1981年9月10日、テレビ朝日）- 清助
- 同心暁蘭之介（1982年、フジテレビ）
  - 第14話「父子十手」
  - 第29話「死の花嫁行列」
- 影の軍団III 第3話「忍びの虫は掃除虫」（1982年4月20日、関西テレビ）
- 遠山の金さん （テレビ朝日・東映）
  - 第1シリーズ
    - 第8話「黒髪秘話! 蛇の目傘の女」（1982年5月27日）
    - 第48話「化け猫が喰べた九人の遊女!」（1983年3月17日）- 参吉
    - 第79話「飛燕の張り竹・女染め師お貞!」（1983年12月15日）- 仁三郎
    - 第138話「魔の館・悪女を泣かせた浪花の母!」（1985年4月25日）- 梅之助

  - 第2シリーズ 第28話「よつやこふてらの女!」（1986年5月27日）- 新吉
- 大岡越前（TBS・C.A.L）
  - 第6部 第22話「疑われた男」（1982年8月2日）市助役
  - 第10部 第14話「闇夜に迫る辻斬りの恐怖」（1988年5月30日）彦市役
- 右門捕物帖 第11話「女と女の間には」（1983年）
- 眠狂四郎無頼控 第4話「光る白刃に燃える女」（1983年、TX） - 庫之助役
- 新・松平右近 第10話「罠にはまった夫婦花」（1983年、NTV / ユニオン映画）- 千造役
- 長七郎江戸日記 第1シリーズ（日本テレビ・ユニオン映画）
  - 第106話 「牛さんの縁談」（1986年5月27日）- 坂井敬三郎 役
  - 第114話 「裏町怨み唄」（1986年9月30日）- 大原弁之介 役
- 京都サスペンス 第2シリーズ「京絵皿の秘密殺人」（1988年11月7日、関西テレビ・東宝）
- 雲霧仁左衛門3 第4回（2017年1月27日、NHK BSプレミアム） - 益蔵 役
- 雲霧仁左衛門4 第6回（2018年10月12日、NHK BSプレミアム） - 黒田作五郎 役

### バラエティ番組
- 連想ゲーム（1972年4月 - 1973年3月、NHK総合テレビ） - 白組レギュラー解答者
- 「ガメラ 大怪獣空中決戦」特番（1995年、日本テレビ） - 新作の公開に合わせ、出演当時について語る。
- あいつ今何してる?（2020年1月8日、テレビ朝日)

### 映画
- 1965.11.27　『大怪獣ガメラ』 大映東京 （灯台守の息子の桜井俊夫役）
- 1967.09.15　『颱風とざくろ』 東宝
- 1968.10.30　『積木の箱』 大映東京 （15歳の少年・佐々林一郎役）
- 1969.09.20　『地獄変』 東宝
- 1970.08.22　『高校生ブルース』 ダイニチ映配
- 1970.11.14　『学園祭の夜　甘い経験』 東宝
- 1970.12.25　『新・高校生ブルース』 ダイニチ映配
- 1973.09.29　『野良犬』 松竹大船 （新里純役）
- 1976.09.23　『愛と誠・完結編』 松竹大船 （岩清水弘役）
- 1981.03.14　『月光仮面』 プルミエ・インターナショナル （緒形進平役）
- 2019.05.13　『大仏廻国 The Great Buddha Arrival』 3Y （桜井市長役）
- 2020.12.19　『ネズラ1964』 3Y/KADOKAWA （タキヤマ役[要出典]）[2]

### 舞台
- フォーリーブス・ライブ・ミュージカル－少年たちシリーズ－『生きていくのは僕たちだ!』
（1972年1月、東京・帝国劇場、名古屋・大阪巡回公演、芸術祭参加作品、作・企画・構成・演出：ジャニー喜多川）
- 『朱鷺の墓』
（1973年、東京・日生劇場、名古屋・名鉄ホール、製作：松竹現代劇、作：五木寛之、演出：木村光一）
- 『友情』
（2017年、秋田県鹿角郡小坂町・康楽館、製作：下町かぶき組、演出：松井誠・田中林輔）
- 演劇集団ワンダーランド第48回公演『気骨の判決』 
（2020年、東京・紀伊国屋ホール、製作：J-StageNavi・浜田和美・中島直俊、原案：清永聡、作・演出：竹内一郎）

### ステージ
- ビクター・ヤング・フレッシュ （1971年5月12日 - 15日、日本劇場）
- 第45回日劇ウエスタンカーニバル （1971年8月27日 - 9月2日、日本劇場）

## ディスコグラフィ

### シングル
- ミスター・ロビンソン（1971年5月5日）オリコン95位
- 青春 （1971年10月）
- 大空の祈り （1972年）リック・スプリングフィールドのカバー
- ふるさと／北停車場 （1975年6月25日）オリコン85位　後に八代亜紀がLPレコードにてカバー
- 川の流れに／旅空で君は何想う （1976年3月）

### アルバム
- ふるさと （1975年11月25日）

1. ふるさと
2. 北停車場
3. 少女ひとり （ABC・TBS系テレビドラマ『新十郎捕物帖・快刀乱麻』(1973/10-1974/03)主題歌）[注 1][注 2]
4. 千曲川
5. 酒場にて
6. やすらぎ
7. 東京
8. 母書簡
9. 『いちご白書』をもう一度
10. 遠くへ行きたい
11. 幼い日にはゆりかごの歌
12. みあげてごらん夜の星

- 青春の詩 （1976年）

1. 旅空で君は何想う
2. 川の流れに
3. 母書簡
4. 旅
5. 雨降りぼうず
6. 忘れ名草
7. 失われた季節
8. 雪どけの村
9. 陽炎
10. 20才になった日
11. ふるさと

### ゲスト参加
- 「雨の御堂筋 - アン・ルイス・ベンチャーズ・ヒットを歌う」アン・ルイス（1972年）「二人の銀座」「東京ナイト」をデュエットした。

### その他
- 1973年のＴＶ版主題歌「少女ひとり(未シングル化)」とともにレコーディングした曲に、劇中歌「カブトムシの歌(未シングル化)」がある。作詞はいずれも佐々木守。ドラマの開始前にレコーディングされた。ドラマの視聴率が10%を超えたらシングル化される予定だったが、それに満たずシングル化はされなかった(本人談)。その後、1975年に「少女ひとり」のみ再レコーディングされアルバムに収録された。